# El buen soldado Švejk

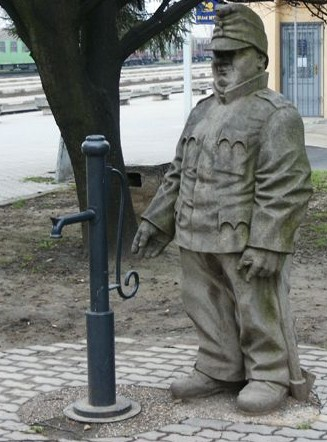
Estatua del soldado Švejk en Humenné, Eslovaquia.

El buen soldado Švejk (o bien Schweik, Schwejk o Shveik en otras traducciones (pronunciado /ˈʃvɛjk/) es una novela satírica inacabada del escritor checo Jaroslav Hašek, publicada en 1921 y 1922. 
La primera edición de la obra en libro fue ilustrada por Josef Lada tras la muerte de Hašek. El título original, en idioma checo, es Osudy dobrého vojáka Švejka za světové války, literalmente, «Las maravillosas aventuras del buen soldado Švejk durante la Guerra Mundial». Parte de las aventuras del personaje son hechos reales vividos por el propio Hašek o de los que tuvo noticia, incluyendo, en muchos casos, los nombres verdaderos de sus protagonistas (p. ej., Antonín Heveroch, famoso psiquiatra checo), muy a menudo para denunciar sus abusos. Estaba previsto que la obra ocupara seis volúmenes, pero llegó a completar solo cuatro (que las editoriales suelen ofrecer en uno o dos tomos) debido a su repentina muerte en 1923 a causa de una tuberculosis. Es considerada la más importante novela de la literatura escrita en checo.

## Argumento
La novela narra la historia de las aventuras de un veterano soldado checo llamado Josef Švejk durante la Primera Guerra Mundial. La historia comienza el 29 de junio de 1914, al día siguiente del asesinato del archiduque Francisco Fernando de Austria en Sarajevo, acontecimiento que precipitó el estallido de la guerra. Švejk es detenido en la taberna por un policía secreto por pronosticar que habría guerra. Tras ser interrogado en la comisaría, es examinado por un tribunal médico y acaba en un manicomio, donde vive muy feliz un tiempo. Luego, es enviado a la Jefatura de Policía y es puesto en libertad sin cargos. En todo momento presume de haber sido declarado oficialmente idiota cuando estaba en el servicio militar y manifiesta un patriótico entusiasmo por la guerra y la monarquía austrohúngara.
Posteriormente, es reclutado en el ejército austrohúngaro y vive diversas aventuras en un largo rodeo hacia el frente de batalla. Su forma especial de atender a las órdenes de sus superiores y la forma de ejecutarlas deja dudas en el lector acerca de su posible estupidez o sabiduría. Su capacidad dual ante el mundo inicia un estilo que, con el tiempo, se ha denominado con varias palabras en checo, como švejkovat («hacer el Švejk» o «švejkear») y švejkárna («absurdo militar»).
La historia se centra en el transcurso del primer año de guerra. Este marco histórico permite a Švejk vivir diversas aventuras en varios lugares. Todas ellas forman parte de una larga anábasis hasta incorporarse al frente de batalla. La novela está inacabada y se interrumpe de forma inesperada antes de que Švejk tenga oportunidad de participar en la guerra de trincheras en el frente.

## Ediciones en español
- Las aventuras del buen soldado Shveik, Editorial Arte y Literatura, La Habana, 1980. Traducción de Rubén Martí e ilustraciones de Josef Lada.
- Las aventuras del valeroso soldado Schwejk, Ediciones Destino, Barcelona, 1980. Traducción del alemán de Alfonsina Janés e ilustraciones de Josef Lada. ISBN 84-233-2507-5.
- Las aventuras del buen soldado Švejk, Galaxia Gutenberg, Barcelona, 2008. Traducción del checo de Monika Zgustova. ISBN 84-8109-771-3 y ISBN 978-84-8109-771-9.
- Los destinos del buen soldado Švejk durante la guerra mundial, Editorial Acantilado, Barcelona, 2016. Traducción del checo de Fernando de Valenzuela. ISBN 978-84-1601-190-2.

## Adaptaciones

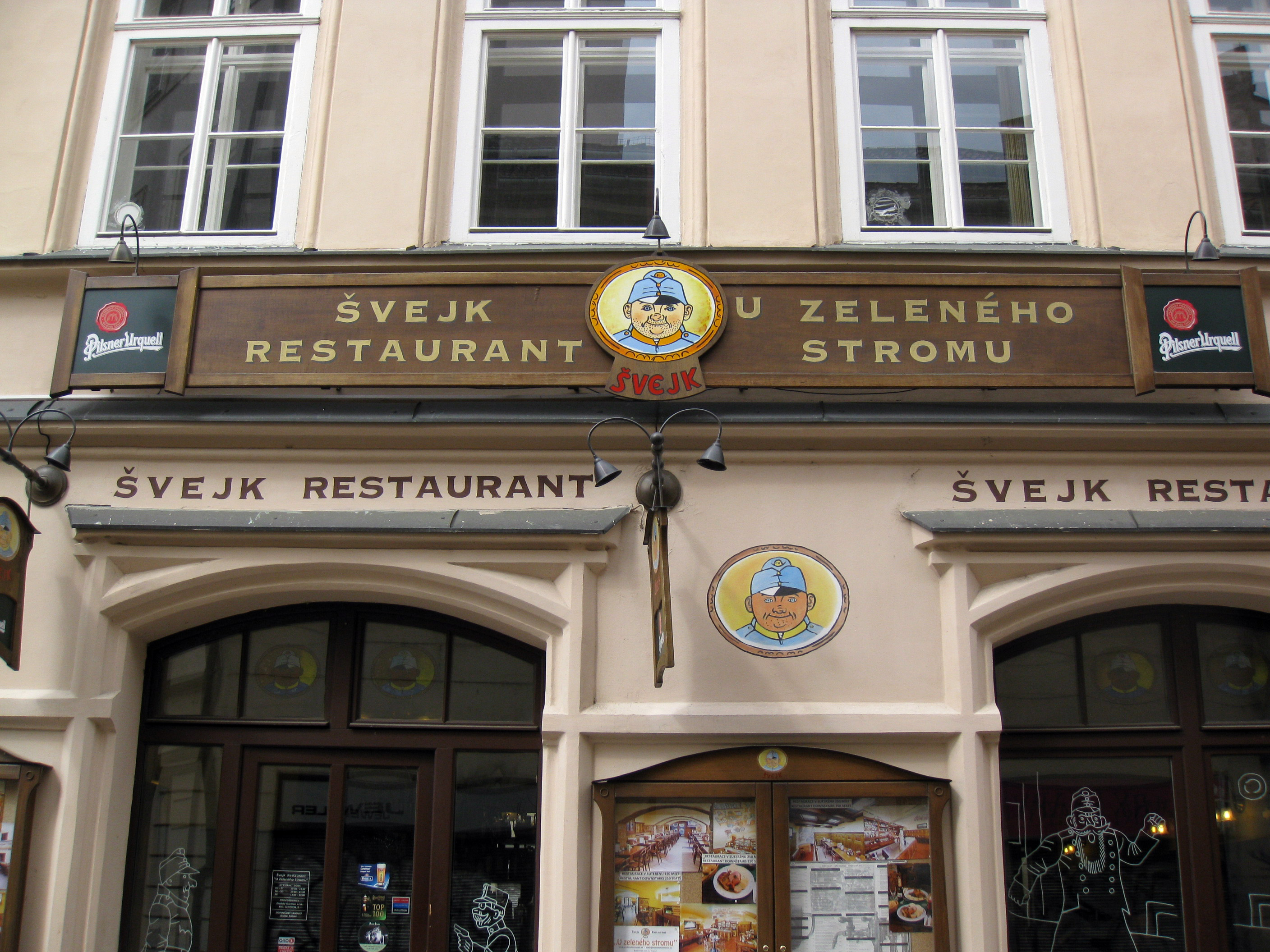
Típica decoración de la fachada de una taberna de Praga con los motivos de Svejk.

La novela ha sido objeto de numerosas adaptaciones en los medios de comunicación en Europa Central. Llegó a ser el tema de libros cómicos, películas, una ópera, un musical, estatuas y el tema de muchos restaurantes en gran cantidad de países europeos.

### Películas
- El animador checo Jiří Trnka adaptó la novela como un film animado en el año 1955, incluyendo al actor Jan Werich como narrador.

- El director de cine Karel Steklý rodó Las aventuras en dos películas en los años 1956 y 1957. Rudolf Hrušínský actuó como Švejk.

- En Alemania, la novela fue adaptada en la década de 1960 e hicieron una película en la que el actor Heinz Rühmann interpretó el papel de Švejk.

### Series de televisión
- Una serie de televisión de trece capítulos, en alemán, titulada Die Abenteuer des braven Soldaten Schwejk y dirigida por Wolfgang Liebeneiner se emitió en la televisión de Austria (ORF) en 1972. El papel de Švejk fue realizado por el actor Fritz Muliar.

### Obras inspiradas
- El buen soldado Švejk inspiró a Bertolt Brecht una continuación de sus aventuras en la Segunda Guerra Mundial. Fue titulada Schweik en la Segunda Guerra Mundial.
- En 1956, el compositor Robert Frank Kurka (1921-1957) publicó la suite instrumental The Good Soldier Schweik. Al año siguiente, publicó la ópera del mismo nombre, que fue estrenada post mortem en el Ópera de la Ciudad de Nueva York el 23 de abril de 1958. El trabajo fue comparado con las composiciones de Kurt Weill, sobre todo por su tono satírico y por la incorporación de estilos populares.[2]
- En 2023, el dramaturgo español Carlos Be escribe Cabaret Švejk, obra teatral que se inspira libremente en El buen soldado Švejk y sitúa a su protagonista a puertas de una hipotética Tercera Guerra Mundial. Cabaret Švejk se presenta como lectura dramatizada el 28 de febrero de 2023 en el Círculo de Bellas Artes de Madrid con dirección del propio autor e interpretado por Joan Bentallé y Helena Lanza. Producen el Centro Checo de Madrid y la Embajada de la República Checa en España con la colaboración del Círculo de Bellas Artes.[3]